# The Hunt for Gollum
The Hunt for Gollum es un fan film dirigido por Chris Bouchard, basado en elementos de la novela de fantasía épica El Señor de los Anillos, del escritor británico J. R. R. Tolkien: diferentes pasajes de la novela, pero también en sus apéndices. El filme pretende ser una precuela a El Señor de los Anillos: la Comunidad del Anillo, primera película de la trilogía cinematográfica de El Señor de los Anillos de Peter Jackson, y su estilo visual está inspirado por ella, pero la producción es completamente amateur y no está autorizada por Tolkien Estate, Middle-earth Enterprises o New Line Cinema, que ostentan los derechos sobre las obras de Tolkien y la trilogía de películas de Jackson, respectivamente.
The Hunt for Gollum fue rodada en vídeo de alta definición
y se estrenó en el festival de cine Sci-Fi-London y en Internet, para verla de manera gratuita, desde el 3 de mayo de 2009.
Existe otro fan film, titulado Born of Hope, relacionado en cierta medida con The Hunt for Gollum, pues parte del equipo de este procede de aquel, que ha sido un proyecto a mucha mayor escala (ocho veces el presupuesto de The Hunt for Gollum). La colaboración entre los equipos de ambos fan films fue tan estrecha que llegaron a compartir parte del vestuario y attrezzo.

## Argumento

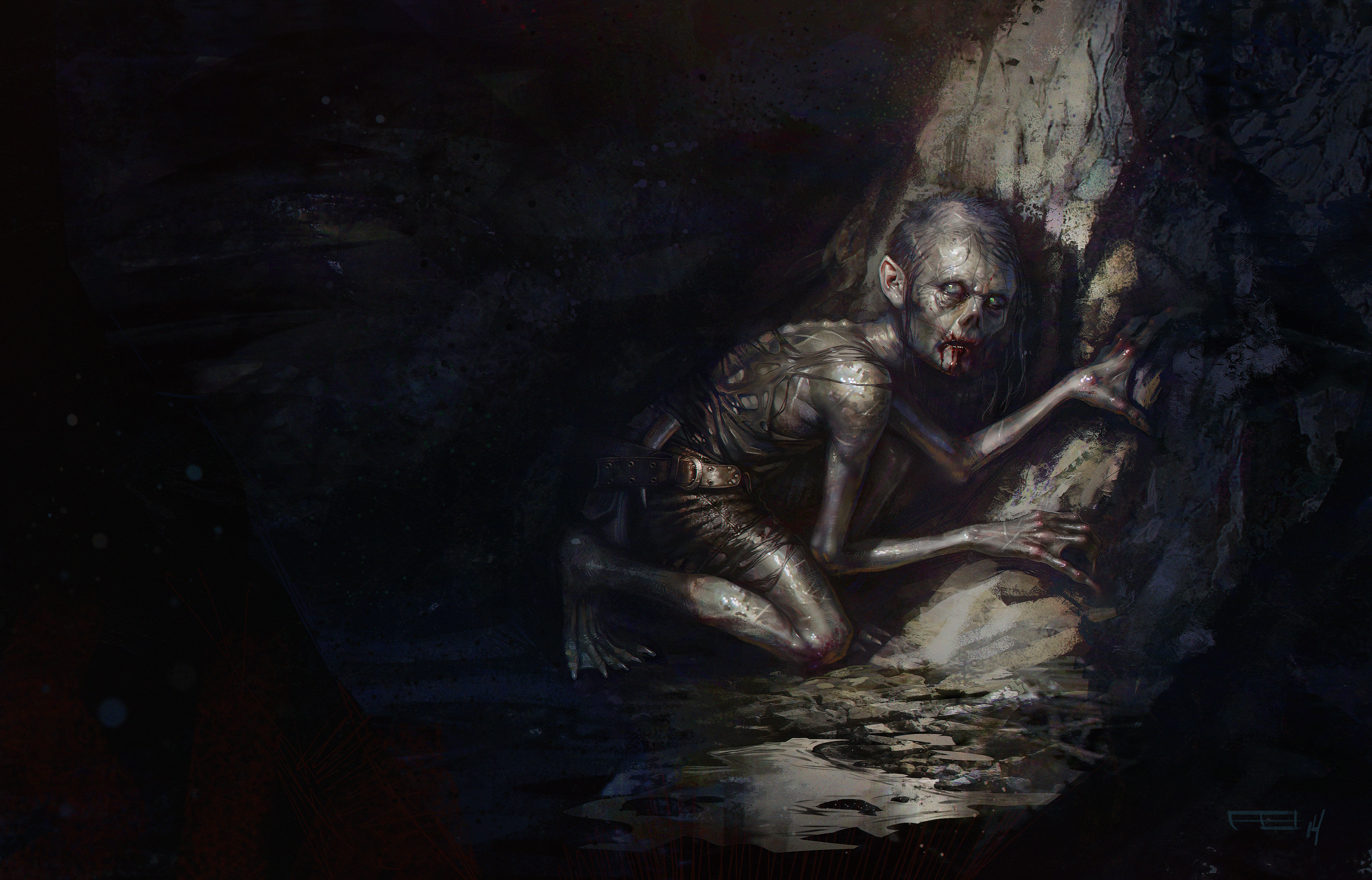
Gollum's Journey Commences, dibujo de Frederic Bennett.

La película está ambientada en la época de La Comunidad del Anillo. Su acción tiene lugar diecisiete años después de la fiesta del 111 cumpleaños de Bilbo y justo antes de que Frodo Bolsón deje la Comarca de camino a Rivendel (3009 T. E.). El mago Gandalf teme que Gollum revele información sobre el Anillo Único al señor oscuro Sauron, y envía al montaraz Aragorn en su búsqueda. Aragorn sigue el rastro de la criatura, y la atrapa en un saco con una trampa. En el camino de vuelta a Rivendel es asaltado por una partida de orcos, al mando de Goblok, que también buscan a Gollum por orden de su señor Sauron. Aragorn es capaz de vencer a los orcos, pero durante el enfrentamiento Gollum escapa del saco. Aragorn corre tras él, pero la noche ha caído y el siguiente encuentro con uno de los nazgûl le habría superado si no es por la intervención de un grupo de elfos, que repelen al nazgûl y recapturan a Gollum. El argumento conecta con el principio de La Comunidad del Anillo, pues termina con la cita de Gandalf y Aragorn en Bree para sacar el Anillo de la Comarca.

## Reparto
- Adrian Webster como Aragorn, heredero de Isildur. Las reseñas de The Hunt for Gollum señalaron el parecido de Webster con Viggo Mortensen, actor que interpretó a Aragorn en las películas de Peter Jackson;[3][4][6]
- Arin Alldridge como Arithir,b un montaraz del norte;
- Patrick O'Connor como Gandalf el Gris. Al igual que con Webster y Mortensen, las críticas señalaron el parecido de O'Connor con Ian McKellen, que interpretó a Gandalf en las películas de Jackson;[4][6]
- Rita Ramnani como Arwen;
- Mathew Cunningham, Christopher Dingli y Francesco San Juan como Gollum;
- Gareth Brough y Jason Perino como la voz del mismo Gollum. Brough también interpretó además a Goblok,b un jefe orco;
- Dan Styles como Dabgash,b otro orco;
- Joshua Kennedy como otro orco malhumorado;b
- Max Bracey como un elfo del Bosque Negro;b
- Ross Morrisson y Emma Hunt como uno de los espectros del Anillo; y
- Lisa Rost-Welling como una aldeana enfadada.b

## Producción
The Hunt for Gollum tuvo un presupuesto de menos de 3.000 libras esterlinas. La grabación de localizaciones tuvo lugar en el norte de Gales, en el bosque de Epping y el monte Hampstead. 160 voluntarios trabajaron como personal de producción. El diseño de producción estuvo basado en las películas de El Señor de los Anillos de Peter Jackson; el director Chris Bouchard afirmó: «La visión personal de Peter Jackson fue una gran inspiración, ha sido una aventura para nosotros rodar en ese mundo que él creó».
El aspecto más difícil para la producción fue el personaje del título: «Traer al propio Gollum a la vida ha sido un gran reto», dijo Bouchard. «Realmente no quería escaquearme y sabía que ver a Gollum sería un parte importante de la película. ¡Hemos usado casi todas las bazas que hay en el libro para retratar a Gollum en la pantalla sin todo el poder de Weta Digital tras nosotros!»
La mezcla de sonido se completó en el estudio Futureworks en Mánchester. Los compositores de la música de The Hunt for Gollum fueron Adam Langston, Andrew Skrabutenas y Chris Bouchard. La banda sonora no se publicó en disco, pero se encuentra disponible para su descarga gratuita en Internet.
| The Hunt for Gollum |                               |             |          |  |
| N.º                 | Título                        | Compositor  | Duración |  |
| 1.                  | «Prologue»                    | Langston    | 1:56     |  |
| 2.                  | «Hunt for Gollum Theme»       | Bouchard    | 1:04     |  |
| 3.                  | «First Steps»                 | Langston    | 0:57     |  |
| 4.                  | «Vision»                      | Skrabutenas | 1:39     |  |
| 5.                  | «Ancient Bloodline»           | Bouchard    | 1:25     |  |
| 6.                  | «Crossing the Mountains»      | Langston    | 1:51     |  |
| 7.                  | «The Road is Long»            | Skrabutenas | 1:52     |  |
| 8.                  | «Arithir the Ranger»          | Bouchard    | 0:38     |  |
| 9.                  | «Finding Gollum»              | Skrabutenas | 1:35     |  |
| 10.                 | «Aragorn and Gollum»          | Skrabutenas | 3:31     |  |
| 11.                 | «Orcs Approaching»            | Skrabutenas | 1:37     |  |
| 12.                 | «Athelas and the Evenstar»    | Langston    | 1:48     |  |
| 13.                 | «The Nazgul of Dol Guldur»    | Langston    | 2:23     |  |
| 14.                 | «The Elves of Mirkwood»       | Skrabutenas | 2:44     |  |
| 15.                 | «Frodo Must Be Protected»     | Skrabutenas | 2:36     |  |
| 16.                 | «Aragorn's Quest» (tráiler 1) | Bouchard    | 3:25     |  |

## Implicaciones legales
Como todo fan film, The Hunt for Gollum se encuentra en un área legal confusa. La renuncia de responsabilidad de la película dice: 

The Hunt for Gollum es una película sin ánimo de lucro sólo para uso privado, y no pretende ventas de ningún tipo. No está afiliada de ninguna manera, ni esponsorizada ni aprobada, por Tolkien Enterprises, los herederos o sucesores de J. R. R. Tolkien, Peter Jackson, New Line Cinema, HarperCollins Publishers, Ltd. ni ningún otro de sus respectivos afiliados o licenciatarios. El contenido es para el uso privado del espectador, y no debe ser vendido, alquilado o usado para ninguna iniciativa comercial de ninguna manera, determinación o forma. No reclamamos los derechos de ninguno de los personajes, líneas argumentales, diseño de accesorios, nombres, logotipos o situaciones que están registradas, tienen copyright o están de alguna manera protegidas por la ley de propiedad intelectual federal, del estado, internacional o de cualquier otro tipo. Este trabajo es producido únicamente para el disfrute personal y no compensado de nosotros mismos y otros fans de Tolkien.

No está claro si la producción viola los derechos que tienen Tolkien Estate y New Line. Fred von Lohmann, director de la fundación Electronic Freedom Foundation, comentó en NPR que la alta calidad de la película y su alcance global a través de Internet podría potencialmente crear problemas legales. Sin embargo, el director Chris Bouchard dijo a BBC News:

Nos pusimos en contacto con Tolkien Enterprises y llegamos a un entendimiento con ellos, de manera que mientras no obtengamos ganancias no hay problema. Tenemos que ser cuidadosos en respetar su posesión de la propiedad intelectual. Ellos apoyan la manera en la que los fans desean expresar su entusiasmo.

## Recepción

### Críticas
El tráiler de la película fue bien acogido en la red. Un blogger de Entertainment Weekly escribió, a la vista del tráiler, que la película «pinta “maravillosa”», y añadió que los creadores de la película «parecen haber clavado una aceptable versión de bajo presupuesto de los efectos visuales de la mejor-película-épica-de-la-historia de Jackson». De manera similar, un blogger de Wired News escribió que «The Hunt for Gollum pinta realmente impresionante para una película hecha “por fans para fans”.» En All Things Considered de la NPR, la reportera Laura Sydell dijo: «The Hunt for Gollum pinta exactamente como la versión de Hollywood. Me engañaron la primera vez que la vi. [...] los efectos especiales del tráiler son impecables» Un escritor del sitio web cinematográfico Rotten Tomatoes escribió: «El tráiler sugiere que será mejor que Eragon... o Krull».

### Audiencia
The Hunt for Gollum fue un éxito de audiencia, sobrepasando, en agosto de 2012, los ocho millones de visionados en Youtube y los dos millones en DailyMotion.[cita requerida] Para finales de 2015 había superado ya las doce millones de visitas en YouTube.

### Premios
El Festival de Cine de Balticon para cortos de aficionados premió a The Hunt for Gollum en 2009, en la categoría de mejor corto de acción.